# Glimmende smaragdgroefbij
De glimmende smaragdgroefbij (Lasioglossum nitidulum) is een vliesvleugelig insect uit de familie Halictidae. De wetenschappelijke naam van de soort is voor het eerst geldig gepubliceerd in 1804 door Fabricius.